# Freigné
Freigné ist eine Ortschaft und eine Commune déléguée in der französischen Gemeinde Vallons-de-l’Erdre mit 1.194 Einwohnern (Stand: 1. Januar 2022) im Département Loire-Atlantique (bis 2018: Département Maine-et-Loire) in der Region Pays de la Loire. Die Einwohner werden Freignéens genannt.
Zum 1. Januar 2018 wurde Freigné mit Bonnœuvre, Maumusson, Saint-Mars-la-Jaille, Saint-Sulpice-des-Landes und Vritz zur Gemeinde (Commune nouvelle) Vallons-de-l’Erdre zusammengelegt. Die Gemeinde Freigné gehörte bis zum 1. Januar 2018 zum Arrondissement Segré und zum Kanton Segré.

## Geografie
Freigné liegt etwa 40 Kilometer westnordwestlich von Angers und etwa 55 Kilometer nordöstlich von Nantes am Fluss Erdre.

## Bevölkerungsentwicklung
| Jahr                       | 1962 | 1968 | 1975 | 1982 | 1990 | 1999 | 2006 | 2013 |
| Einwohner                  | 1528 | 1415 | 1187 | 1118 | 1017 | 985  | 1119 | 1131 |
| Quellen: Cassini und INSEE |      |      |      |      |      |      |      |      |

## Sehenswürdigkeiten
- Steinreihe von Bennefraye
- Kirche Saint-Pierre aus dem 19. Jahrhundert
- Schloss Bourmont aus dem 15. Jahrhundert
- Herrenhaus La Grande-Maison (auch Herrenhaus Ghaisne) aus dem 15./16. Jahrhundert

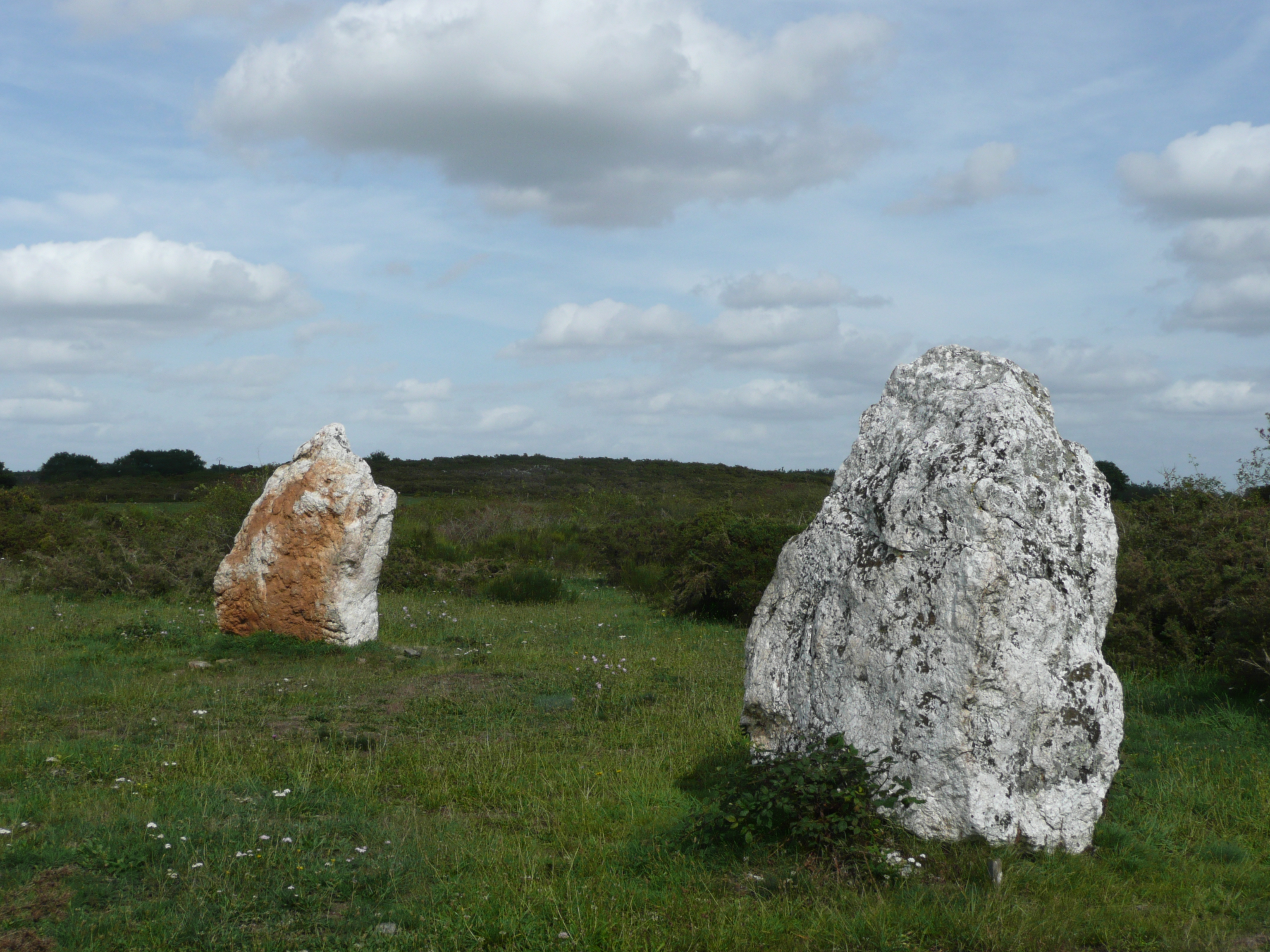
Steinreihe von Bennefraye
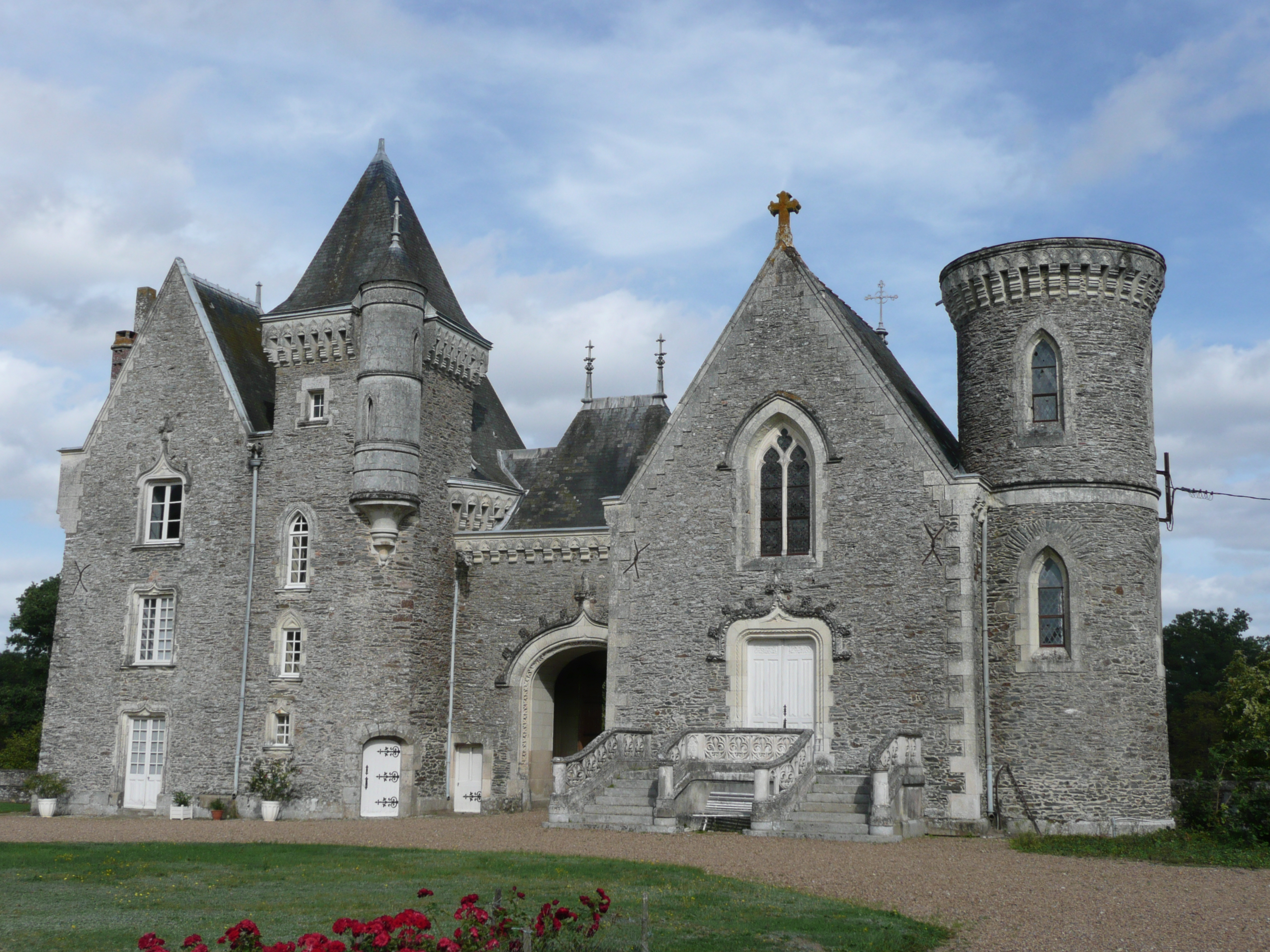
Schloss Bourmont
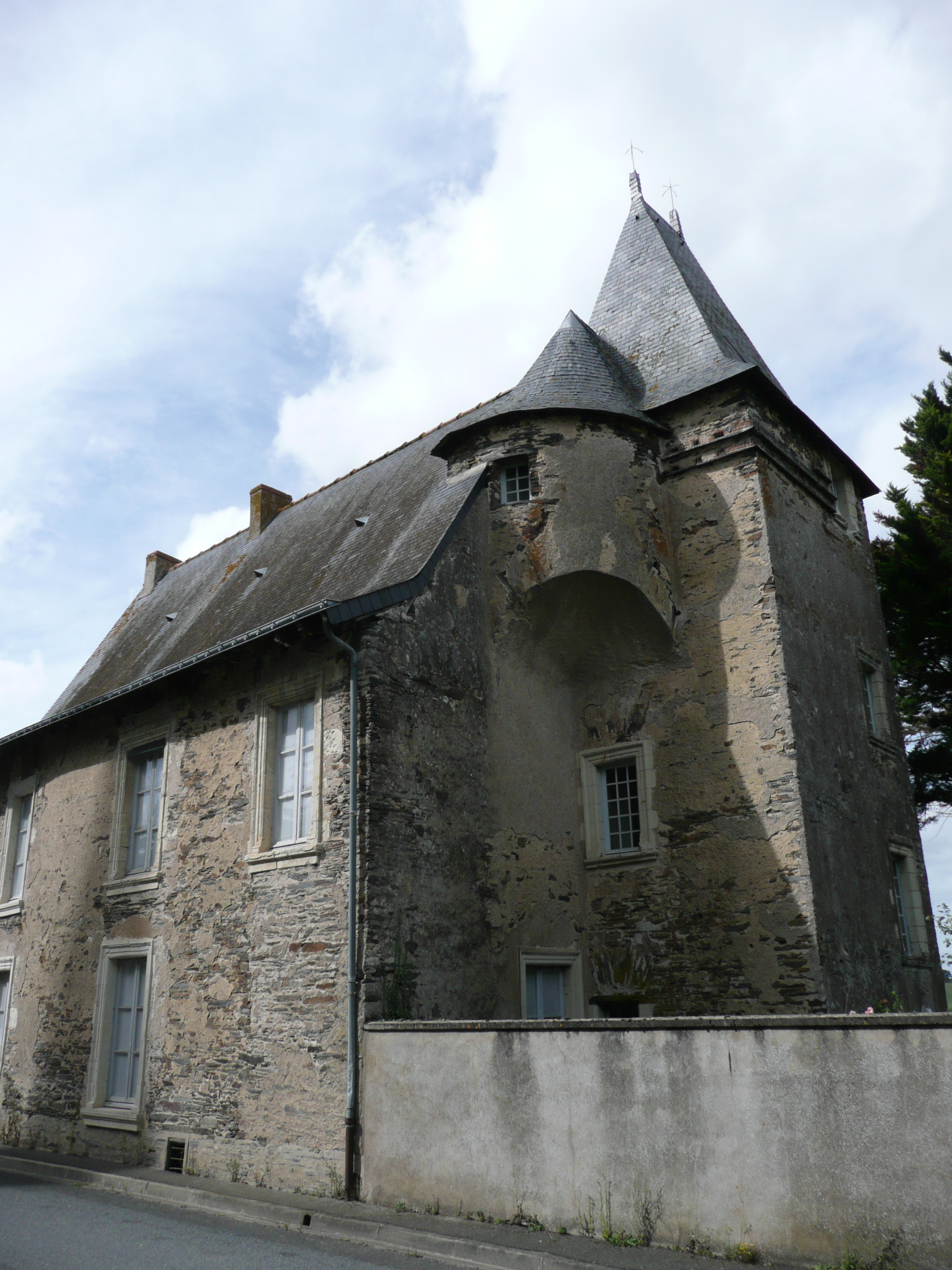
Herrenhaus Ghaisne

## Persönlichkeiten
- Louis-Auguste-Victor de Ghaisnes de Bourmont (1773–1846), Marschall Frankreichs, Kriegsminister (1829/1830)